# Wuakerong
Wuakerong is een bestuurslaag in het regentschap Lembata van de provincie Oost-Nusa Tenggara, Indonesië. Wuakerong telt 518 inwoners (volkstelling 2010).